# El único fundamento posible de una demostración de la existencia de Dios
El único fundamento posible de una demostración de la existencia de Dios (en alemán: Der einzig mögliche Beweisgrund zu einer Demonstration des Daseins Gottes) es un libro de Inmanuel Kant, publicado en 1763. Fue publicado durante el período anterior de la filosofía de Kant, a menudo denominado el período "precrítico", durante el cual expresó pocas dudas sobre la posibilidad de una metafísica racional tal como se llevaba a cabo en el sistema filosófico leibniziano-wolffiano que dominó la filosofía alemana durante ese tiempo. Más tarde, Kant llegó a considerar este período de su carrera filosófica como un "sueño dogmático".

## Contenido
En El único fundamento posible de una demostración de la existencia de Dios, Kant cuestiona tanto el argumento ontológico de Dios (propuesto por Anselmo de Canterbury) como el argumento del diseño. Kant sostiene que la posibilidad interna de todas las cosas presupone alguna existencia:

En consecuencia, debe haber algo cuya inexistencia cancelaría cualquier posibilidad interna. Esto es una cosa necesaria.

Kant entonces argumenta que esta cosa necesaria debe tener todas las características comúnmente atribuidas a Dios. Por lo tanto, Dios existe necesariamente. Este paso a priori en el argumento de Kant es seguido por un paso a posteriori, en el que establece la necesidad de un ser absolutamente necesario. Argumenta que la materia misma contiene los principios que dan lugar a un universo ordenado, y esto nos lleva al concepto de Dios como Ser Supremo, quien «abraza en sí todo lo que puede ser pensado por el hombre [...] Dios incluye todo lo que es posible o real».

## Recepción
"[L]a reseña muy sustancial y favorable publicada por Mendelssohn... fue responsable de establecer la reputación de Kant en Alemania como un filósofo importante".: pag lX 